# Vratna (gmina Negotin)
Vratna (cyr. Вратна) – wieś w Serbii, w okręgu borskim, w gminie Negotin. W 2011 roku liczyła 260 mieszkańców.